# Olaszrizling
Az olaszrizling a szőlőfélék (Vitaceae) családjába, a bortermő szőlőkhöz (Vitis vinifera) tartozó olasz vagy francia eredetű elterjedt szőlőfajta. Magyarországra Franciaországból került a 19. század közepétől, és az egyik leggyakoribb fehérborszőlő lett. A nagy filoxérajárvány során elpusztult szőlők helyébe ültették.

## Jellemzői
Közepes, vagy gyenge tőkéjű, sűrű, vékony vesszőjű. Fürtje kicsi–középnagy (átlagos tömege 90–140 g), tömött, hengeres és gyakran van rajta mellékfürt. Bogyója kicsi, sárga, gömbölyű, alig hamvas, vékony héjú. Húsa puha, leves, semleges ízű. Borának íze gyakran a keserű manduláéra emlékeztet. Enyhe rezeda illatú, savai szelídek, de ennek mértéke a termelőhelytől függ. Az Észak-Dunántúlon például Csopakon a leglágyabb, Badacsony és Balatonederics felé a savas jelleg erősödik és Somlón a legerősebb. Egy helyen belül a hegyek északi részén savasabb, délen lágyabb.
Október első felében szüretelhető. Későn érő, ezért szereti a melegebb helyeket, a déli lejtőket. Bőven termő, jó minőségű fajta. Termése majdnem állandó minőségű, de a rothadás, a lisztharmat néha eléri. Túlérett szőlőjéből különleges, minőségű borokat készítenek.
Egyedi jellemzője a nagy magnéziumigény; ennek hiányában hiánybetegsége alakulhat ki. A felvett magnézium jelentős része a termésbe és onnan a borba kerül, ezért bora izomgörcsök stb. ellen gyógyhatású. Magyarországon a badacsonyi borvidék bazalton termesztett olaszrizlingjeinek borában van a legtöbb magnézium.

## Főbb termőterületei
Magyarországon kiterjedt olaszrizling ültetvényeket találunk a füred-csopaki, a badacsonyi és az egri borvidékeken – Tokaj-hegyalja kivételével gyakorlatilag az ország teljes területén termelik. A legnagyobb összefüggő olaszrizling táblák a Balatonfüred-Csopaki borvidéken találhatók. Csopakon a fajta szigorú védettséget élvez, a termőhely neve kizárólag az itt termett olaszrizling boron tüntethető fel. 
Széles körben elterjedt Ausztriában, főleg Stájerország déli és délkeleti részén, Burgenlandban, illetve Weinviertelben, ahol habzóbort készítenek belőle. Ezenkívül a leggyakoribb szőlőfajta Horvátországban is. A Fertő tó közelében nemesrothadású desszertbor készül az olaszrizlingből. Romániában is termesztik.
Hasonnevei: Welschriesling, Taljanska grasevina, Riesling Italien, Rizling Vlassky, Nemes rizling, Italian Riesling.